# Castro Valnera

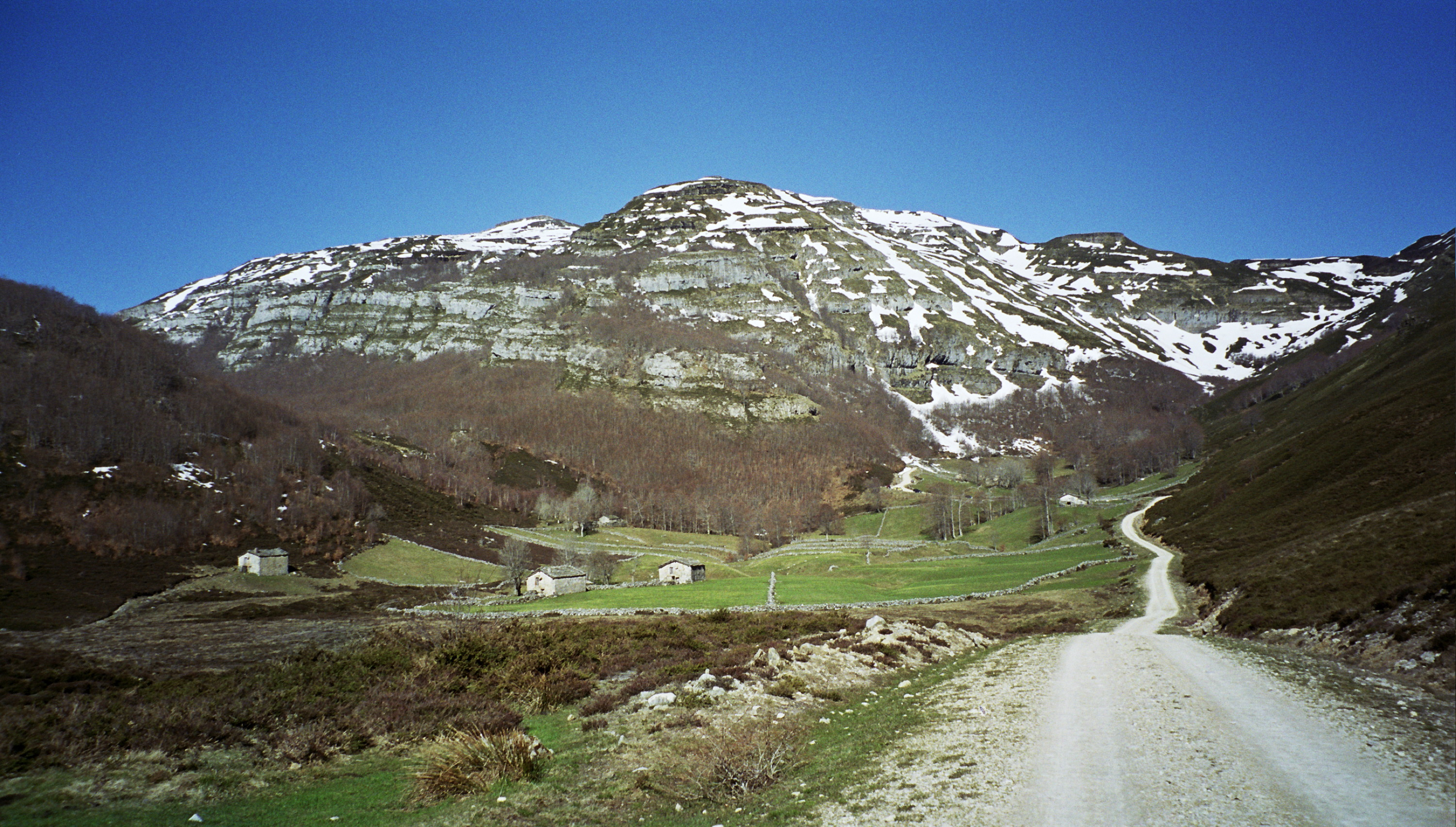
Südostseite des Castro Valnera

Der 1718 m hohe Castro Valnera (auch Castru Valnera) ist ein Berggipfel im Osten des Kantabrischen Gebirges. Er liegt auf der Grenze zwischen der Provinz Burgos im Norden Kastiliens und dem Süden Kantabriens.

## Lage
Der Bergstock des Castro Valnera befindet sich etwa 100 km (Luftlinie) nördlich der Stadt Burgos; die nächstgelegene Kleinstadt ist Espinosa de los Monteros (14 km südöstlich).

## Besteigung
Die Nordwestflanke des Berges fällt beinahe 800 m steil ab. Eine Besteigung im Rahmen einer mehrstündigen Bergwanderung erfolgt meist von der Südostseite aus. Wenige hundert Meter unterhalb des Gipfels endet die Pistenverlängerung der BU-572. Oft wird die Route mit dem 1563 m hohen Pico de la Miel begonnen oder fortgesetzt.

## Höhlen
In den Flanken des karstartigen Bergstocks des Castro Valnera gibt es viele – zum Teil noch unerforschte – Höhlen, in die sich manchmal Speläologen abseilen.